# Adam Zagajewski (Radsportler)
Adam Zagajewski (* 15. November 1959 in Sochaczew; † 4. Dezember 2017 in Wrocław) war ein polnischer Radrennfahrer und nationaler Meister im Radsport.

## Sportliche Laufbahn
Zagajewski war im Straßenradsport aktiv. 1981 hatte er seine ersten internationalen Erfolge mit Etappensiegen im britischen Milk-Race und in der Polen-Rundfahrt. 1986 gewann er die Wertung des aktivsten Fahrers in der heimischen Rundfahrt. 1983 gehörte er zur polnischen Mannschaft in der Internationalen Friedensfahrt, er wurde 13. im Gesamtklassement. 1984 startete er erneut und platzierte sich als 34.
1981 war er Teilnehmer der UCI-Straßen-Weltmeisterschaften. Ebenfalls 1981 wurde er mit Legia Warschau polnischer Meister im Mannschaftszeitfahren (u. a. mit Czesław Lang). 1981 siegte er im Eintagesrennen Puchar Ministra Obrony Narodowej. Er startete für die Vereine MLKS Mazowsze Teresin und Legia Warschau.